# Mangelia lastica
Mangelia lastica är en snäckart som beskrevs av Dall 1927. Mangelia lastica ingår i släktet Mangelia och familjen kägelsnäckor. Inga underarter finns listade i Catalogue of Life.